# Mandino Selo
Mandino Selo (en cyrillique : Мандино Село) est un village de Bosnie-Herzégovine. Il est situé dans la municipalité de Tomislavgrad, dans le canton 10 et dans la fédération de Bosnie-et-Herzégovine. Selon les premiers résultats du recensement bosnien de 2013, il compte 454 habitants.

## Démographie

### Évolution historique de la population dans la localité
| 1948 | 1953 | 1961 | 1971 | 1981 | 1991 | 2013 |
| ---- | ---- | ---- | ---- | ---- | ---- | ---- |
| -    | -    | 471  | 455  | 441  | 453  | 454  |

|  |

### Communauté locale
En 1991, la communauté locale de Mandino Selo comptait 840 habitants, répartis de la manière suivante :